# Silván z Athosu
Svatý Silván z Athosu (17. ledna 1866 Kerč – 11. června 1961 Athos) byl ruský pravoslavný mnich, který byl široce vyhledáván pro svou moudrost a jako duchovní vůdce. Zemřel jako athoský starec v pověsti svatosti. Svatořečen byl v roce 1987.

## Život
Simeon Ivanovič Antonov se narodil v roce 1866 zbožným rodičům, kteří pocházeli z vesnice Sovsk v Tambovské oblasti v tehdejším Ruském impériu. V sedmadvaceti letech vyslyšel pobídky Jana z Kronštadtu a odešel na horu Athos, kde se stal mnichem v ruskojazyčném klášteře svatého Panteleimona a přijal mnišské jméno Silván.
Dostal od Svaté Bohorodice dar nepřetržité modlitby a dostalo se mu vidění Ježíše Krista ve slávě v kostele svatého proroka Eliáše v sousedství klášterního mlýna. Po odebrání této první milosti byl patnáct let utlačován hlubokým zármutkem a velkými pokušeními, a poté přijal od Krista učení: Měj mysl v pekle a nezoufej. Ačkoli nebyl nijak vzdělán, díky zvláštním darům ducha Svatého byl široce vyhledáván poutníky pro moudré rady. Zemřel jako starec v pověsti svatosti 24. září 1938.
Zanechal po sobě rozsáhlé spisy. Ačkoli byl pravoslavný, jsou jeho spisy publikovány i na křesťanském západě (i katolickými nakladatelstvími).

## Kanonizační proces
Konstantinopolským ekumenickým patriarchátem byl zapsán mezi pravoslavné světce v roce 1987. Církevní svátek připadá na 24. září.

## Galerie

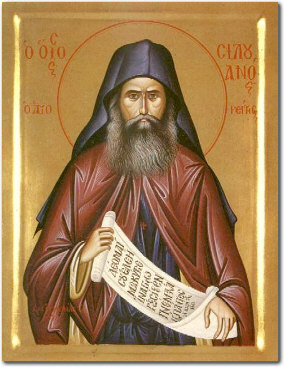
Ikona sv. Silvána z Athosu
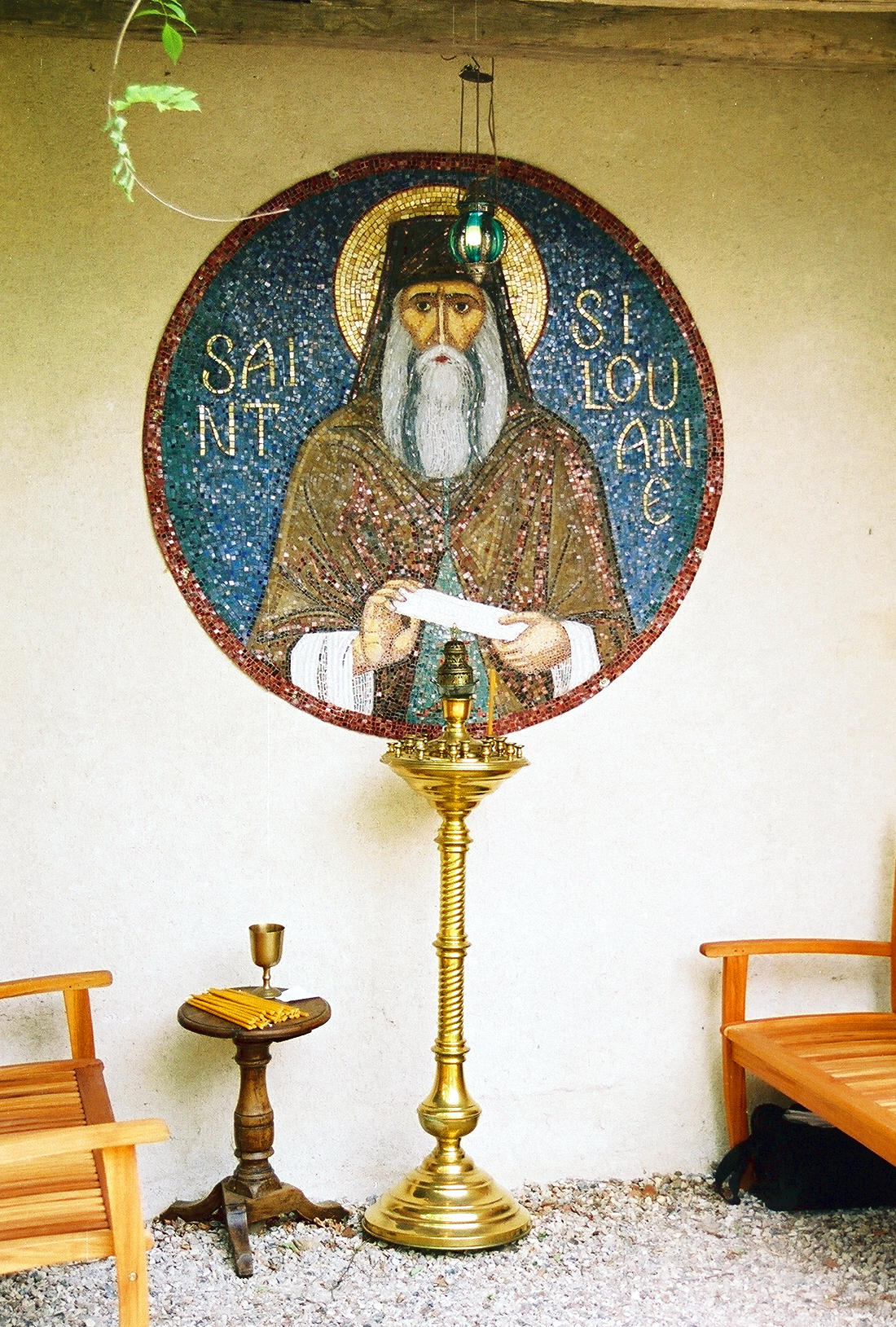
Mozaika svatého Silvána v klášteře v departementu Sarthe ve Francii
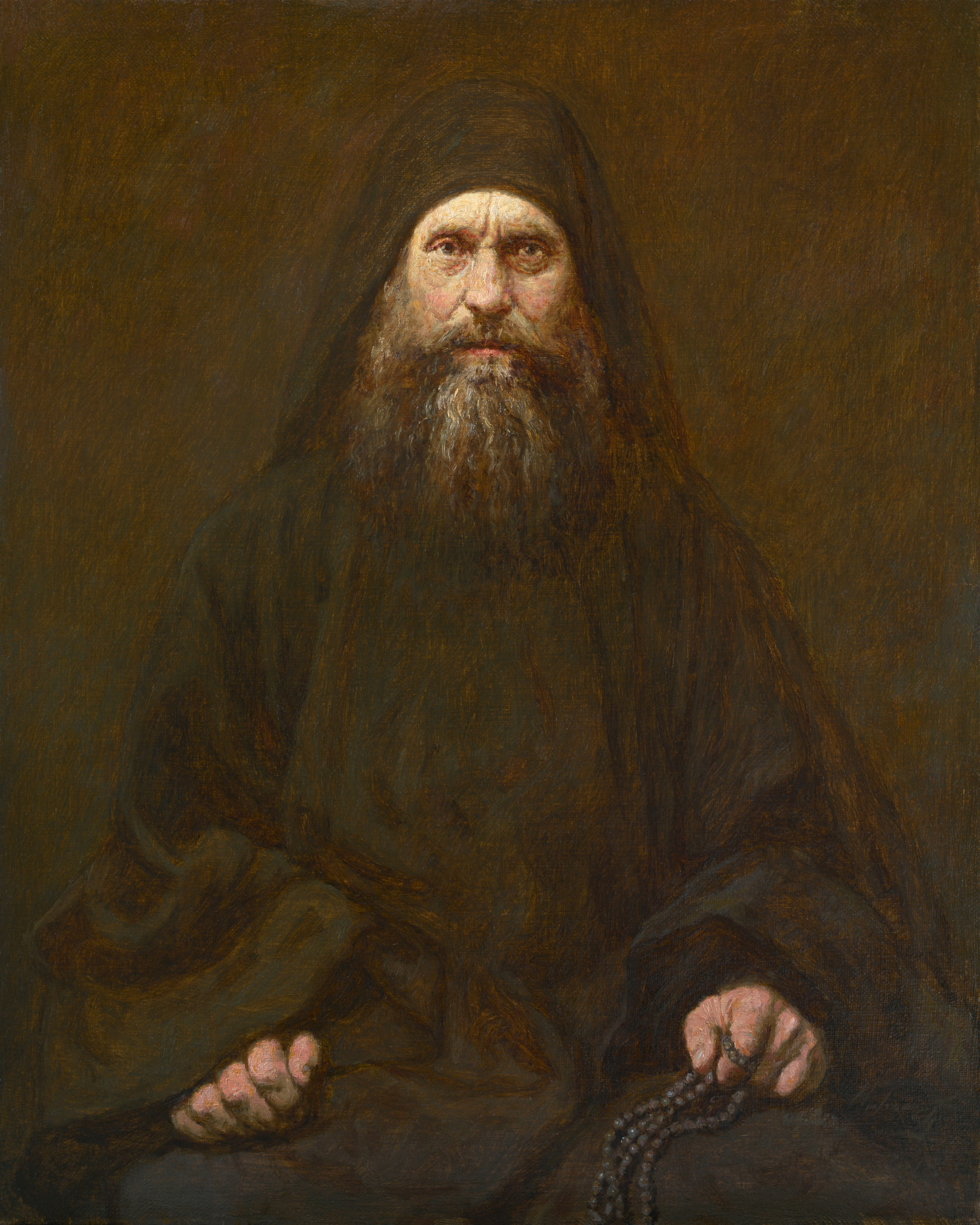
Sv. Silván